# Place Henri-Barbusse
La place Henri-Barbusse est un ancien carrefour du centre historique de la commune de Stains en Seine-Saint-Denis.

## Situation et accès
S'y rencontrent la rue Carnot, l'avenue Marcel-Cachin, l'avenue Louis-Bordes, le boulevard Maxime-Gorki, et l'avenue Paul-Vaillant-Couturier (anciennement Belle-Allée, puis avenue Hainguerlot).

## Origine du nom

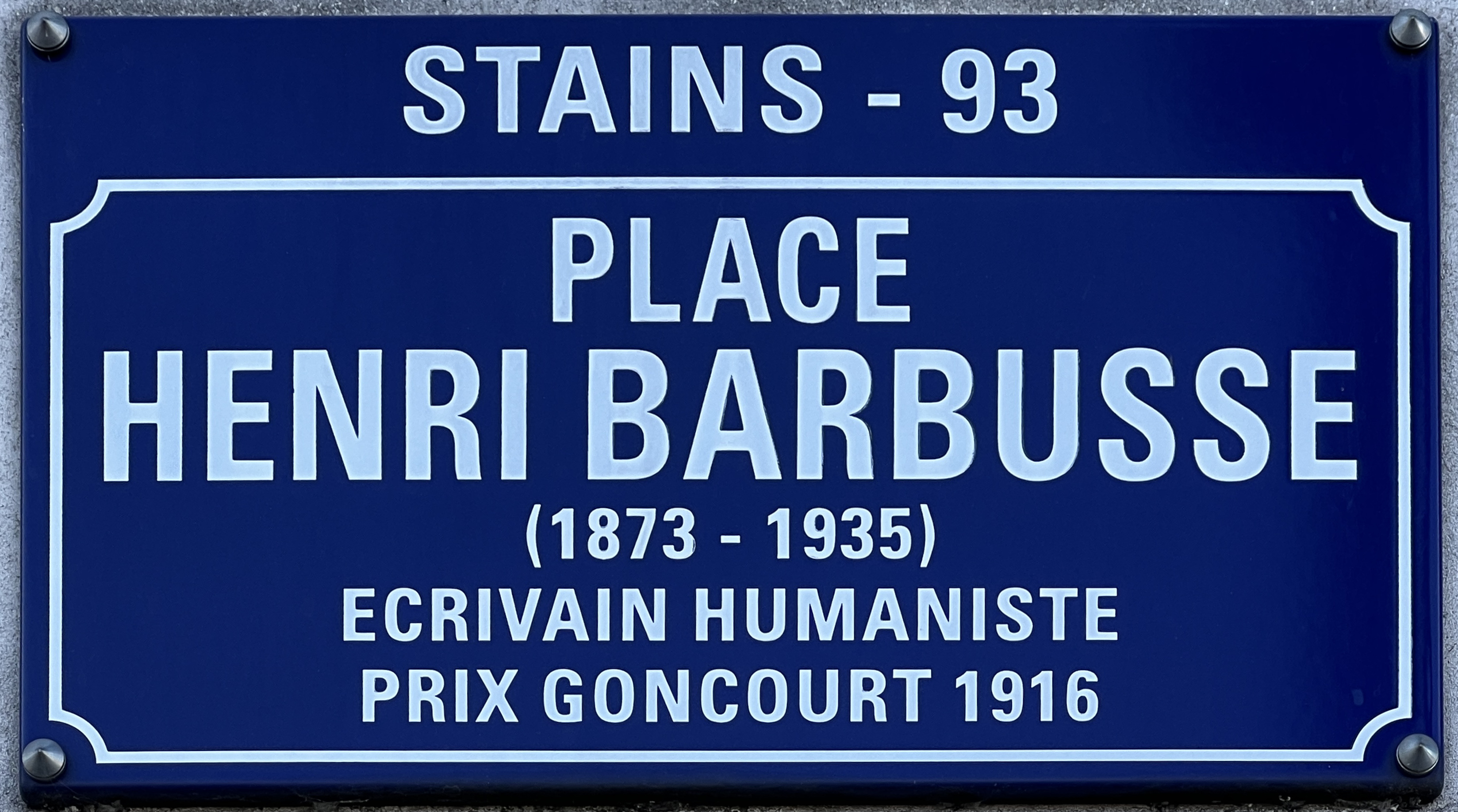
Plaque de la place.

Cette place a été nommée en hommage à Henri Barbusse (1873-1935), écrivain français.

## Historique

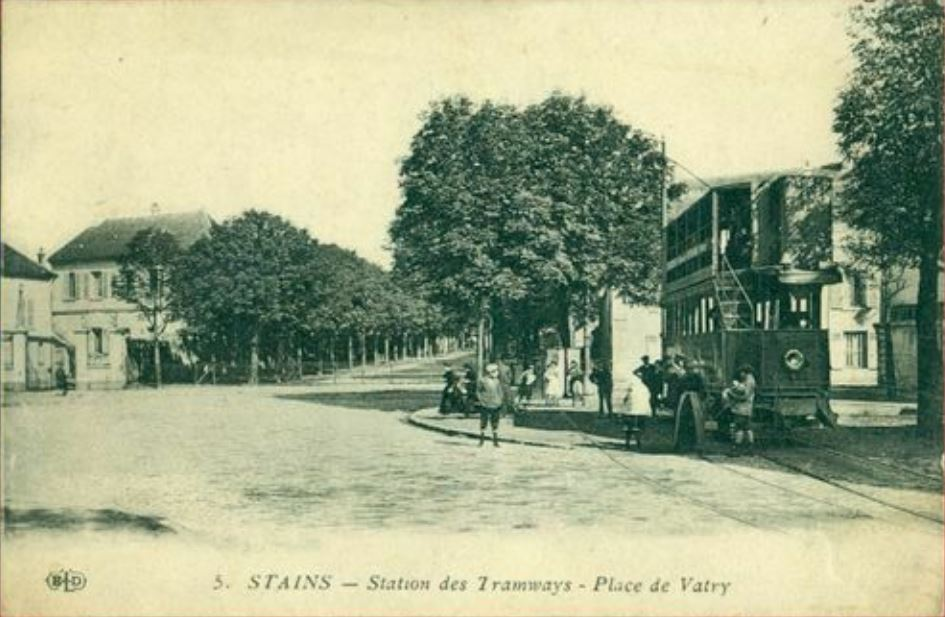
La place de Vatry et la station de la ligne de tramway no 79, vers 1900.

Cet endroit fut communément appelé place de la Belle-Allée.
Elle prit ensuite le nom de place de Vatry, en l'honneur d'Alphée Bourdon de Vatry, maire de la ville du 11 janvier 1847 à août 1852, mois auquel il démissionna. Elle s'étendait alors jusqu'à la rue du Repos, par une esplanade arborée qui existe toujours.
Le 14 novembre 1878, le conseil municipal vota l'acquisition de cette place et, le 23 mars 1882, autorisait le maire à négocier l'achat des anciennes écuries du château de Stains. 

## Bâtiments remarquables et lieux de mémoire
- Hôtel de ville de Stains.

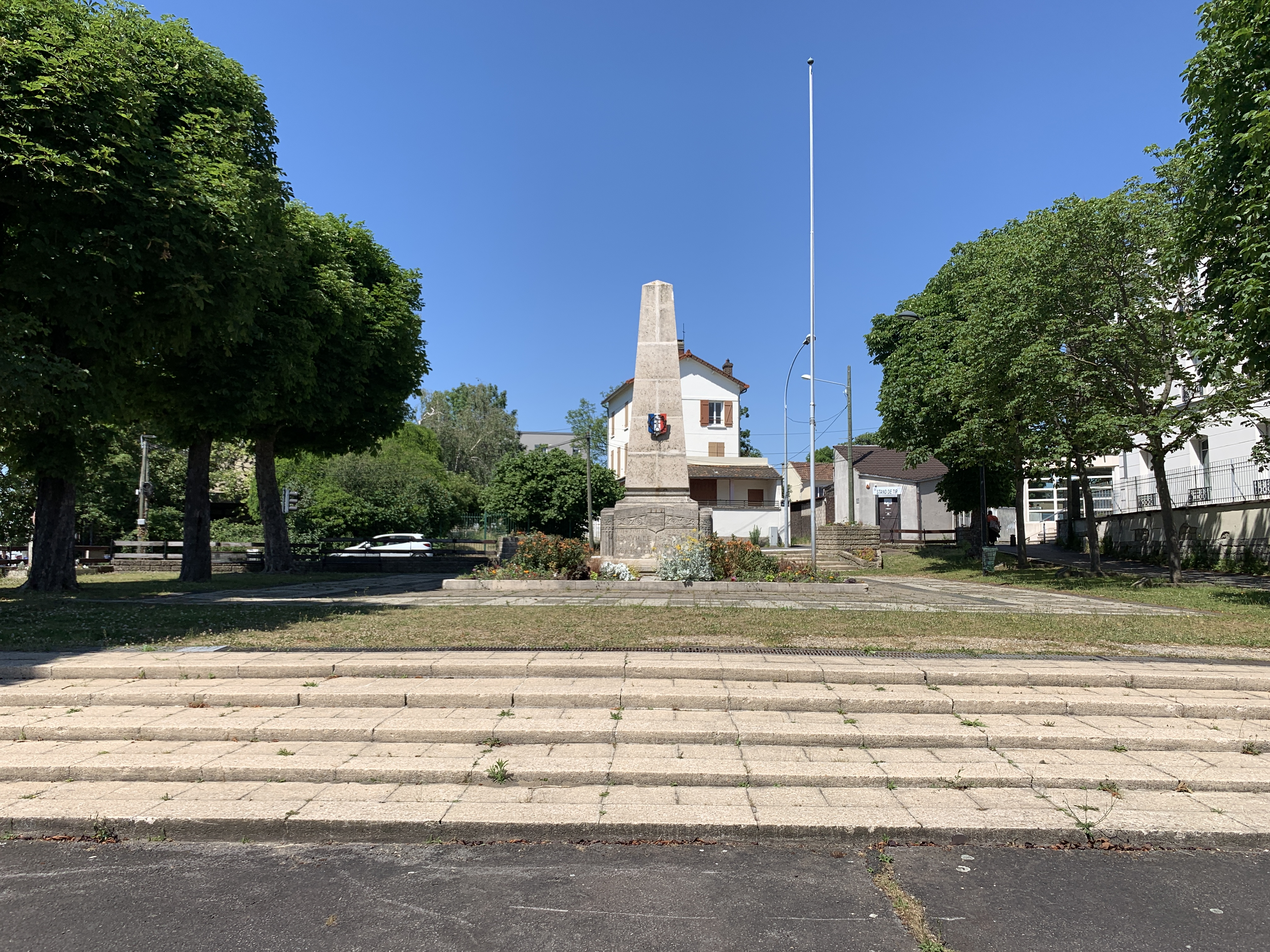
Le monument aux morts, mai 2020.

- Monument aux morts de la Première Guerre mondiale[5].
- Cité-Jardin de Stains.